# مزرعة آغا حسين
مزرعة آغا حسين (بالفارسية: مزرعه آقا حسين) (بالإنجليزية: Mazraeh-ye Aqa Hoseyn)‏، قرية في قسم دهكويه الريفي، الناحية المركزية، مقاطعة لارستان، محافظة فارس، إيران. يبلغ عدد سكانها حسب إحصاء عام 2006 ميلادية 49 نسمة في 13 عائلة.